# Farman III
Farman III, znany też jako dwupłat Henry Farman 1909 – wczesny francuski samolot zaprojektowany i zbudowany przez Henriego Farmana w 1909 r. Jego konstrukcja była tak szeroko kopiowana, że podobne samoloty były na ogół nazywane „Farmanami”.

## Tło historyczne
Pierwszy samolot Henriego Farmana został kupiony przez braci Voisin w 1907 r. Wkrótce po swoim pierwszym locie Farman zaczął modyfikować i ulepszać konstrukcję maszyny, znanej wcześniej jako Farman I lub Voisin-Farman I. W 1908 r. Farman pokrył samolot na nowo powlekaną gumą tkaniną marki Continental i dodał boczne osłony, a maszyna zmieniła nazwę na Farman I-bis. Naśladując lotne prototypy pilotowane przez Wilbura Wrighta w Le Mans w sierpniu 1908 r., Farman dopasował do samolotu lotki.
Bracia Voisin zbudowali inny samolot, nazwany Farman II, uwzględniając udoskonalenia konstrukcji Farmana. Sprzedali go później J.T.C. Moore-Brabazonowi. Następnie Brabazonow sprowadził maszynę do Anglii, gdzie została nazwana Bird of Passage (Ptak Wędrowny). Ten epizod rozzłościł Farmana, przez co zerwał współpracę z braćmi Voisin na początku 1909 r. i zaczął konstruować samoloty samodzielnie.

## Projekt i rozwój
Farman III był, podobnie jak konstrukcje braci Voisin, dwupłatem w układzie pchającym o równej rozpiętości skrzydeł z pojedynczym sterem wysokości umieszczonym z przodu i podwójnymi poziomymi powierzchniami sterowymi na ogonie, zamocowanymi na dźwigarach. Farman w swoim projekcie zrezygnował z krytej gondoli pilota, do której w konstrukcjach braci Voisin przymocowany był też statecznik poziomy; zamiast tego statecznik trzymał się na dwóch zbieżnych dźwigarach. Kontrolę poprzeczną zapewniały lotki na wszystkich, górnych i dolnych skrzydłach. Podwozie też znacznie się różniło: zamiast pary kół była para płóz, na których było zamontowane po parze resorowanych liną do bungee kół, hamowanych za pomocą promieniowych prętów. Podczas pierwszego lotu w kwietniu 1909 roku samolot miał pionowe, nieruchome powierzchnie, które utrzymywały na krawędziach spływu podwójny statecznik pionowy i lotki o bardzo dużej cięciwie. Płatowiec był wykonany z drewna, głównie jesionowego, a jego elementy połączono aluminiowymi panewkami. Skrzydła i ogon składały się z wręg i dwóch dźwigarów schowanych w osłonach i były pokryte pojedynczą warstwą materiału. Gdy samolot pojawił się w sierpniu w Reims, zdemontowano pionowe, nieruchome powierzchnie, a lotki zamieniono na mniejsze. Do napędu początkowo używano czterocylindrowego, chłodzonego wodą silnika rzędowego firmy Vivinus o mocy 50 KM (37 kW). Gdy samolot był na Grande Semaine d'Aviation w Reims, Farman wymienił napęd na nowy i bardziej niezawodny silnik rotacyjny Gnome Omega o mocy 50 KM (37 kW), co przyczyniło się do jego sukcesu podczas tego wydarzenia. Samolot podczas zapisu miał silnik Vivinusa i niektórzy zawodnicy próbowali go zdyskwalifikować z powodu wymiany jednostki napędowej w ostatniej chwili. W seryjnych samolotach montowano różne silniki, w tym Gnome i chłodzony wodą E.N.V. w układzie V-8. W 1910 r. zmodyfikowano projekt przez dodanie statecznika poziomego na górnym płacie ogona.
Farman III miał ogromny wpływ na projekty europejskich samolotów, zwłaszcza angielskich. Rysunki i szczegóły budowy samolotu opublikowano w Anglii w tygodniku „Flight” i był tak szeroko kopiowany, że jego układ zaczęło nazywać „typem Farmana”. Wśród tych maszyn był Bristol Boxkite, Short S27 i Howard Wright 1910 Biplane. Ten pierwszy był tak podobny do pierwowzoru, że Farman rozważał proces sądowy.
Farman osiągnął sukces komercyjny i sprzedano wiele egzemplarzy tego samolotu. Farman III był też budowany w Niemczech przez Albatros Flugzeugwerke w Johannistalu jako Albatros F-2.

## Wersje
- Typ de Course

Wyścigowa wersja była wyprodukowana w 1910 r. Miała jednopłatowy ogon i  mniejszą rozpiętość skrzydeł, wynoszącą w przypadku górnego skrzydła 8,5 m.
- dwupłat 1910 Michelin Cup

Zaprojektowana w celu próby wygrania długodystansowego wyścigu 1910 Michelin Cup; ten samolot miał tę samą podstawową konfigurację, ale górne skrzydło było dłuższe o 2,5 m, co dawało całkowitą powierzchnię skrzydeł 70 m², samolot miał też gondolę chroniącą pilota przed zimnem. Lotki były zamontowane tylko na górnym skrzydle, a zbiorniki paliwa i oleju powiększono do odpowiednio 104 kg i 36 kg, co dało mu czas lotu 12 h.

## Historia eksploatacji
Jeden z pierwszych egzemplarzy został kupiony przez Rogera Sommera, który dwa miesiące po tym, jak nauczył się latać, pobił rekord Francji w długotrwałości lotu, wynoszący 1 h 50 min, ustanowiony 1 sierpnia 1909 r.; tydzień później Sommer odbył lot trwający 2 h 27 min 15 s.; mógłby być zakwalifikowany jako nowy rekord świata, gdyby był oficjalnie obserwowany. Później Sommer zaczął produkować samoloty, a jego pierwszy projekt wywodził się z konstrukcji Farmana.
Wyczyn Sommera został łatwo pobity przez Farmana podczas Grande Semaine d'Aviation nad Rheims jeszcze w tym samym miesiącu, 27 sierpnia, gdzie wygrał nagrodę za lot o długości 180 km w zaledwie 3 godziny 5 minut. Farman wygrał też nagrodę za przewiezienie pasażera i zajął drugie miejsce w konkursie na wysokość lotu.
Dwa egzemplarze wzięły udział w zlocie w Blackpool we wrześniu 1909 r., jeden pilotowany przez Farmana, a drugi przez Louisa Paulhana, zajmując pierwsze i trzecie miejsce w locie dystansowym oraz pierwszą i drugą nagrodę w konkurencji prędkościowej, a pod koniec października 1909 r. Paulhan wykonał swoim farmanem pierwszy lot pokazowy w Brooklands, który był oglądany przez dwudziestotysięczny tłum. Na początku 1910 r. Paulhan przybył do Ameryki, żeby wziąć udział w zlocie; wziął ze sobą jednopłat Blériot XI i farmana. Podczas lotu farmanem, 12 stycznia ustanowił rekord wysokości lotu: 1258 m.
3 listopada Farman pilotował swoją maszynę podczas zwycięskiego lotu na odległość 232 km w czasie 4 h 17 min i 53 s. na International Michelin Cup w Mourmelon. W kwietniu 1910 r., lecąc Farmanem III, Paulhan wygrał wyścig z Londynu do Manchesteru, rywalizując z Claude'em Grahame'em-White'em, który też leciał farmanem. Ten typ był powszechnie używany jako samolot treningowy. Od początku 1911 r. Aéro-Club de France wydał 354 licencje pilota, z czego 81 były zdobyte na Farmanie III; więcej, bo 83, tylko na jednopłatowcu Blériota.
Podczas wojen bałkańskich armia grecka używała do rozpoznania siedmiu egzemplarzy Farmana III.

## Różnice między Farmanem III a dwupłatem Maurice'a Farmana
Brat Henry’ego Farmana, Maurice, w 1909 roku skonstruował własny dwupłatowiec, który pierwszy raz wzbił się w powietrze w lutym. Obie maszyny wywodziły się z dwupłatu Voisina z 1907 r., wszystkie miały podobne konfiguracje. W przeciwieństwie do samolotu Maurice’a, konstrukcja Henry’ego nie miała gondoli dla pilota ani liniowego silnika Renault. Maurice i Henry zaczęli ściśle współpracować w 1912 roku. 

## Dane techniczne (standardowa wersja z 1909 r.)
Dane z
Ogólna charakterystyka
- Załoga: 1
- Pasażerowie: 1
- Długość: 12 m
- Rozpiętość skrzydeł: 10 m
- Wysokość: 3,5 m
- Powierzchnia skrzydeł: 40 m²
- Maksymalna masa: 550 kg
- Napęd: 1 × Gnome Omega siedmiocylindrowy silnik rotacyjny, 37 kW (50 KM)

Osiągi
- Prędkość maksymalna: 60 km/h